# YF-12 (航空機)
YF-12
YF-12A
- 用途：戦闘機
- 分類：迎撃戦闘機、実験機
- 設計者：クラレンス・ケリー・ジョンソン
- 製造者：ロッキード
- 運用者：アメリカ（アメリカ空軍）
- 初飛行：1962年7月
- 生産数：3機
- 運用状況：開発中止
- ユニットコスト：15,000,000～18,000,000 USドル（計画値）[1]

YF-12は、ロッキードがアメリカ空軍向けに開発していた試作迎撃戦闘機である。また、超音速戦略偵察機SR-71 ブラックバードを生んだCIAの高機密偵察機A-12 OXCARTのいくつかの派生型のうちの1つである。

## 開発
アメリカ空軍（USAF）のYF-12プログラムは、CIA向けに設計され、1962年に初飛行したA-12 OXCART偵察機の発展であった。運用中のF-106 デルタダートの代替とすることを目的としていたマッハ3級の迎撃戦闘機XF-108 レイピアの開発中止をアメリカ空軍が余儀なくされたあと、ロッキードは空軍にYF-12プロジェクトに関心を持たせることができた。A-12を開発していたことで多くのYF-12の設計・研究開発の作業と投資がすでに済んでおり、A-12を基礎とする航空機によって低コストでXF-108の代替機を作れると指摘された。1960年に、アメリカ空軍はA-12生産ラインの第11から第13スロットを取得し、それらをYF-12A迎撃戦闘機の構成で完成させることに同意した。主な変更は、当初XF-108のために開発されていたヒューズAN/ASG-18火器管制レーダーを搭載すること、その操作をする搭乗員のための第2コックピットを追加すること、そしてこれまでA-12にて偵察装置を収納するために用いられていたベイをミサイルの搭載用とすることであった。なお、火器管制レーダーの搭載に合わせ機首部分のチャインと呼ばれる張り出し部を除去する修正が必要となった。その結果、空力特性が影響を受けて安定性が不足する事態となった。胴体とエンジン・ナセルの下に追加されたベントラルフィンは、この安定性不足を補うためのものである。

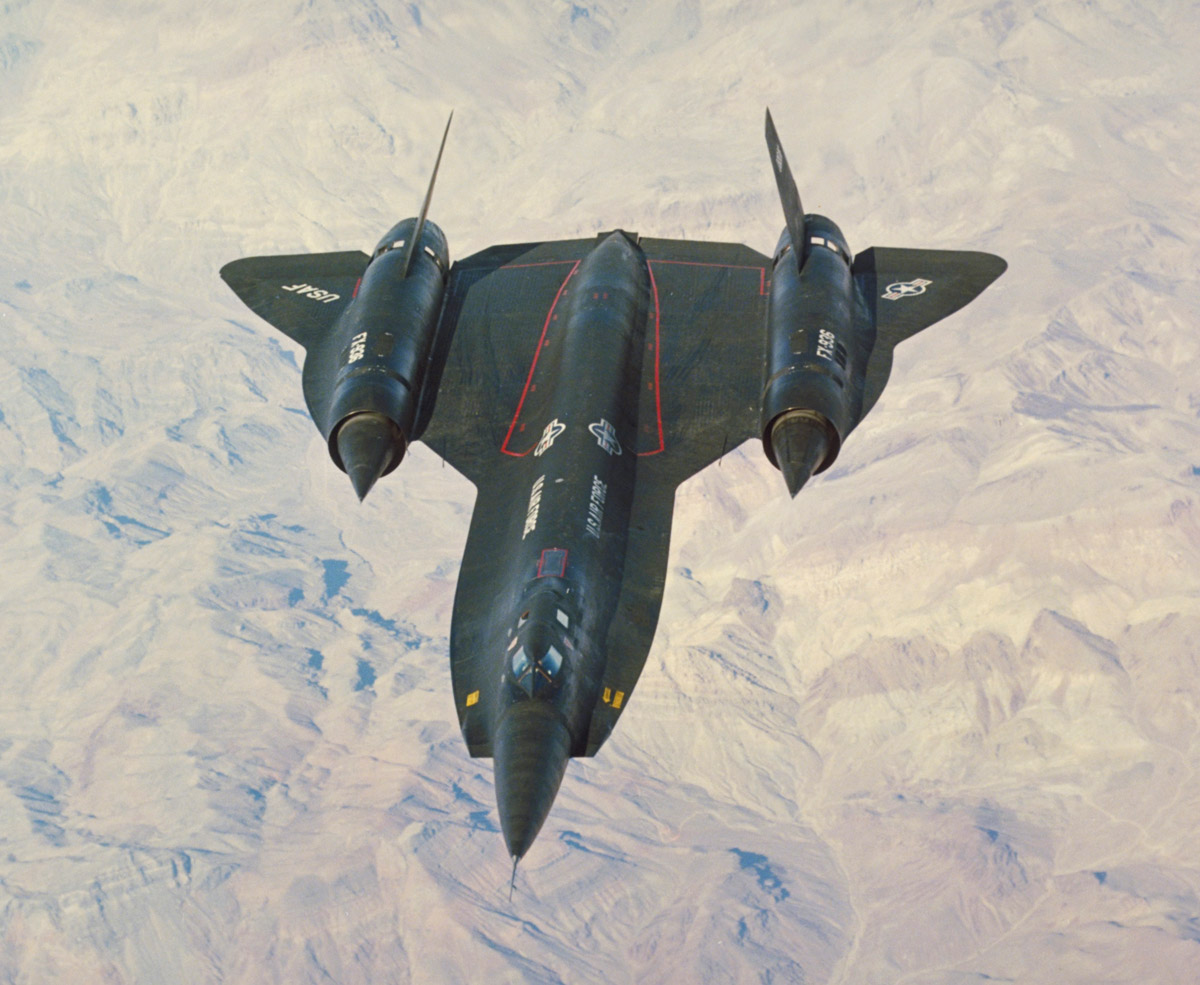
飛行試験中のYF-12A

試験結果は非常に印象的だった。YF-12Aは速度と高度のいくつかの新記録を樹立し、ユニークな武器システムによって有望な結果を示した。AIM-47ミサイルの発射は6回の成功を果たし、最後のAIM-47が高度74,400 ft（22,677 m）、マッハ3.2で飛行中のYF-12から地上500 ft（152 m）の標的ドローンQB-47に対して発射された。1965年にアメリカ空軍は93機のF-12Bを注文したが、これは国防長官ロバート・マクナマラによって予算をカットされたためにキャンセルされた。キャンセルの理由の1つは、この速度の迎撃戦闘機への投資を正当化するのに十分な高速爆撃機をソビエト連邦が所有していなかったという確信であった。開発計画はそこで断念されたが、YF-12はアメリカ空軍とNASAの研究機として長年飛び続けた。
YF-12Aは3機製造されたが、このうちのS/N60-6934は、1966年8月14日にエドワーズ空軍基地での着陸時の事故による火災で修理可能なレベルを超える損傷を被った。その機体の後半部は回収され、ロッキードの静態テスト機体の前半部と結合されて唯一のSR-71Cが製造された。SR-71Cは必ずしもまっすぐに飛ぶというわけではなく、巡航状態でも若干の舵圧を保つことをパイロットに要求したため、パイロット達に「バスタード（粗悪品）」というあだ名で呼ばれた。その航空機は、現在ユタ州のヒル空軍基地にある空軍兵器博物館に展示されている。ナセルの下のベントラルフィンが依然としてあるため、全SR-71の中でも独特な機体である。ナセルの下のベントラルフィンは、他のどのSR-71にも存在しない、YF-12の血統を示す工芸品のようでもある。YF-12A S/N60-6936は、燃料導管の欠陥に起因する飛行中の火災のため、1971年6月24日に失われた。2人のパイロットは、エドワーズ空軍基地のちょうど北に問題なく脱出した。YF-12A S/N60-06935は、YF-12Aのままの唯一の生き残りであり、オハイオ州デイトン近郊のライト・パターソン空軍基地にある米国立アメリカ空軍博物館に展示されている。

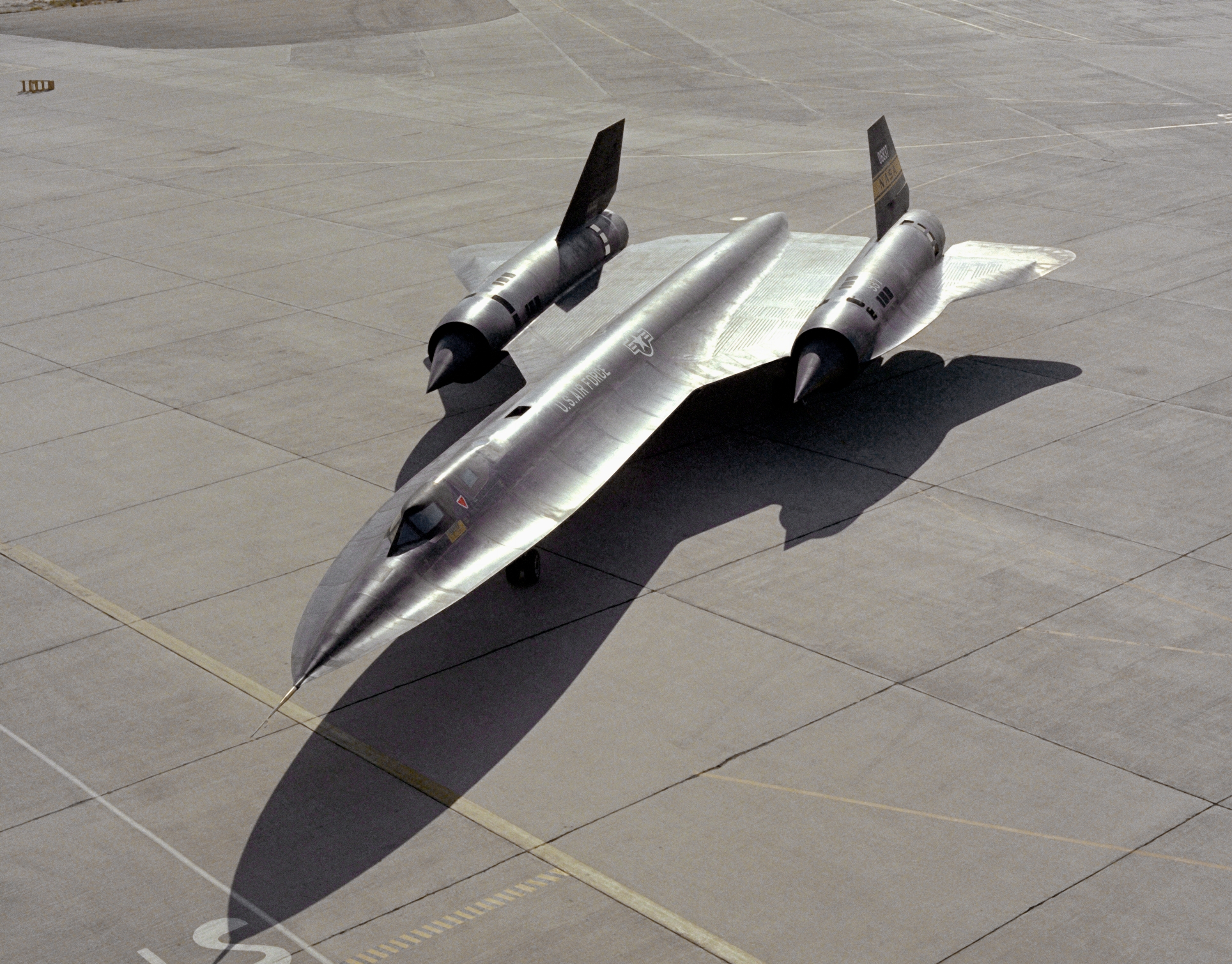
YF-12C

なお、4機目のYF-12シリーズの航空機（YF-12C）は、実はYF-12ではなかった。本機は、失われたYF-12に当初予定されていた推進装置試験をNASAが実施できるようにする目的のために、1971年のYF-12A S/N60-6936の損失の1ヵ月後にNASAに貸与されたアメリカ空軍のSR-71A（S/N417951）であった。そのSR-71AはYF-12Cに改名され、シリアル・ナンバー60-6937（11番目のA-12のシリアル・ナンバー）が再使用された。それは、残りのOXCART部隊と同様に3年前の1968年に退役し、パームデイルに保管されていた。S/N417951はアメリカ空軍に返却される1978年9月までNASAによってS/N60-6937として運用された。このYF-12Cは現在、アリゾナ州トゥーソンのピーマ航空博物館に展示されている。

## シリアルナンバー

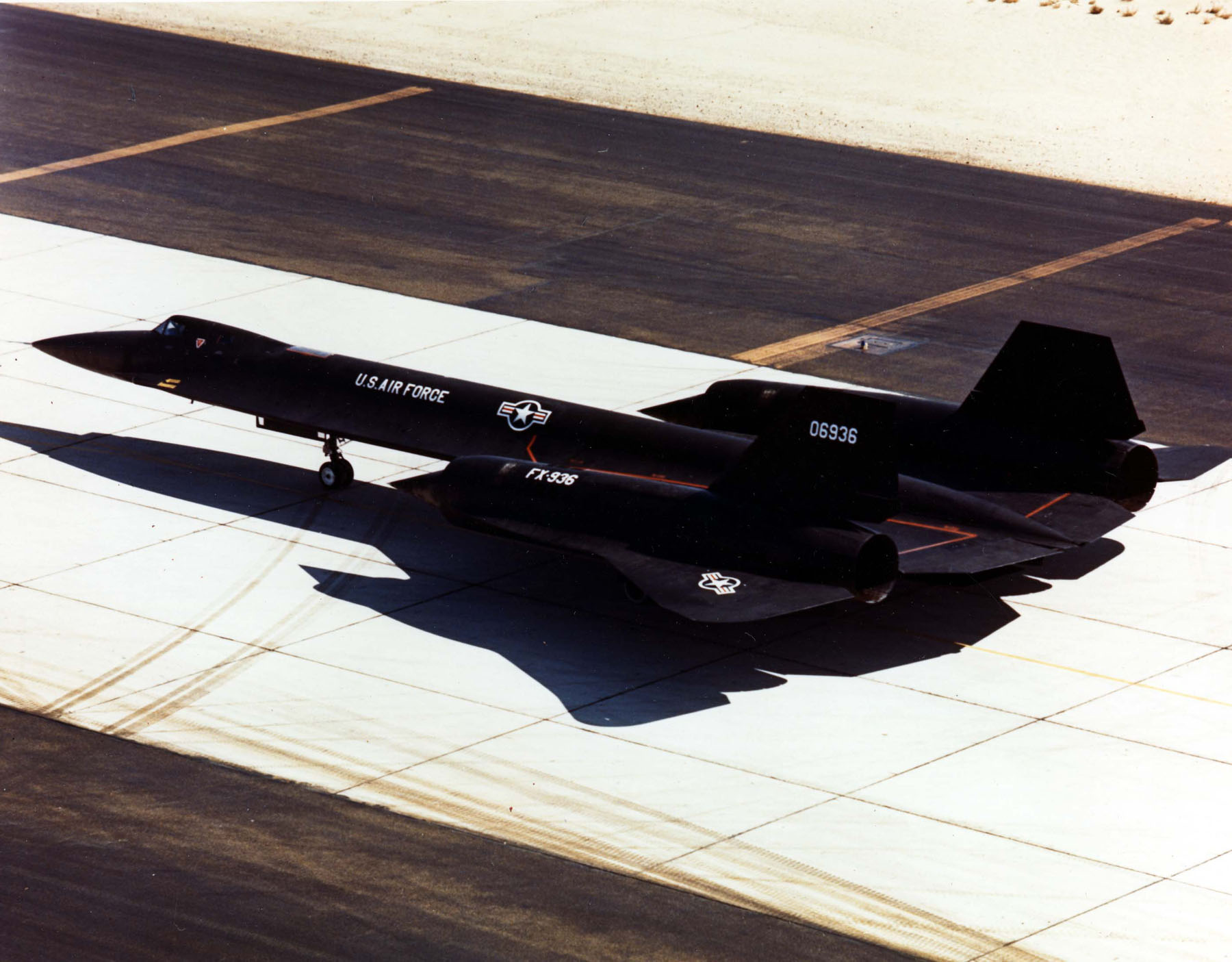
タキシング・ウェイ上のYF-12A

- 60-6934 YF-12A

火災による損傷の後、1966年にSR-71C（S/N64-17981）に転換される。
- 60-6935 YF-12A

国立アメリカ空軍博物館（オハイオ州ライト・パターソン空軍基地）所蔵
- 60-6936 YF-12A

1971年6月24日に損失。
- 60-6937 YF-12C

SR-71A（S/N417951）をNASAのために改名したもの。機体そのものはYF-12ではない。
ピーマ航空博物館（アリゾナ州ツーソン）所蔵

## 派生型
- YF-12A - A-11とも呼ばれる。複座。
- YF-12B - YF-12Aの量産型。不採用。
- YF-12C - NASAに貸与されたSR-71A (機体番号64-17951) に与えられた名称。空軍正式名ではない。

## 仕様

### YF-12A
出典: Lockheed's SR-71 'Blackbird' Family
諸元
- 乗員: 2
- 全長: 30.97 m （101 ft 8 in）
- 全高: 5.64 m （18 ft 6 in）
- 翼幅: 16.95 m（55 ft 7 in）
- 翼面積: 167 m2 （1,795 ft2）
- 空虚重量: 27,604 kg （60,730 lb）
- 最大離陸重量: 56,200 kg （124,000 lb）
- 動力: P&W JTD11D-20A アフターバーナー付高バイパス比ターボジェット
  - ドライ推力: 91.2 kN （20,500 lbf） × 2
  - アフターバーナー使用時推力: 140 kN （31,500 lbf） × 2

性能
- 最大速度: M 3.35, 3,500 km/h （1,890 kt） （高度80,000 ft）
- 航続距離: 4,800 km （2,590 nm）
- 実用上昇限度: 27,000 m （90,000 ft）

武装
- * ミサイル： AIM-47A ファルコン × 3（胴体内部の兵器倉に搭載）
- アビオニクス: * ヒューズAN/ASG-18 火器管制レーダー